# Achille Talon magazine
Achille Talon magazine est un périodique de la bande dessinée fondé, par les éditions Dargaud, en 1975 et disparu en 1976 après 6 numéros.

## Numéros parus
1. L'incroyable devient réalité
2. Allez ! Vous avez de la chance
3. Savez-vous, mon cher Lefuneste
4. Brave et honnête Achille Talon
5. Je ne force personne mais à mon avis vous devriez l'acheter…
6. Je vous l'avais dit, moi

## Périodicité et format
Il s’agit d’un bimestriel au format 22 x 16. Il existe un numéro 0 au format plus grand et imprimé sur un papier de meilleure qualité.

## Séries publiées
- Achille Talon dessinée et scénarisée par Greg.
- Ahlalàààs dessinée et scénarisée par Derib.
- Frère Boudin dessinée par Marin et scénarisée par Greg.
- Jo Nuage et Kay Mac Cloud dessinée par Dany et scénarisée par Greg.
- Lapomme dessinée et scénarisée par Wasterlain.
- Léonard dessinée par Turk et scénarisée par De Groot.
- Les Aventures de Papa Talon dessinée et scénarisée par Hachel sur une idée de Greg.